# Daniel Sjöström
Daniel Sjöström, född 31 januari 1742 i Svinhults socken, Östergötlands län, död 12 februari 1787 i Svinstads socken, Östergötlands län, var en svensk kyrkoherde i Svinstads pastorat.

## Biografi
Daniel Sjöström föddes 31 januari 1742 i Svinhults socken. Han var son till kyrkoherden i Västra Ryds socken. Sjöström studerade i Linköping och blev höstterminen 1763 student vid Lunds universitet, Lund. Han blev höstterminen 1764 student vid Uppsala universitet, Uppsala och prästvigdes 24 maj 1770 till vice komminister i Svinstads församling, Svinstads pastorat. Han var samma år huspredikant på Grävsten i Svinstads socken. År 1772 blev han vice pastor i Svinstads församling, Svinstads pastorat. Sjöström tog 8 juni 1773 pastoralexamen och blev samtidigt kyrkoherde i Svinstads församling, Svinstads pastorat, tillträde 1774. Han avled 12 februari 1787 i Svinstads socken.

### Familj
Sjöström gifte sig 27 juni 1773 med Anna Catharina Baillet (1730–1793). Hon var dotter till ryttmästaren Carl Baillet och Maria Steenberg i Stockholm. Anna Catharina Baillet hade tidigare varit gift med kyrkoherden Fredrik Thollander i Svinstads socken. Sjöström och Baillet fick tillsammans dottern Charlotta Fredrica (1773–1773).